# Minocyclin
Minocyclin ist ein Antibiotikum aus der Klasse der Tetracycline. Es besitzt ein breites Wirkspektrum und zeigt eine bakteriostatische Wirksamkeit auf grampositive, gramnegative und zellwandlose Keime. Minocyclin wird zur Behandlung von Infektionen der Atemwege und des Hals-Nasen-Ohren-Bereiches, bestimmter Formen der Lungenentzündung, von Infektionen der Harnwege, der Geschlechtsorgane und des Magen-Darm-Traktes sowie bei Hauterkrankungen, schweren Formen der Akne, Bindehautentzündungen und Borreliosen eingesetzt.
Unabhängig von der antibakteriellen Wirkung von Minocyclin wurden seit dem Jahre 2000 auch Schutzeffekte für Nervenzellen nachgewiesen sowie für die Nieren bei Diabetes mellitus.

## Herstellung
Die vielstufige Synthese des Wirkstoffes ist in der Literatur beschrieben. Dabei wird ausgehend von fermentativ und partialsynthetisch gewonnenem 6-Demethyltetracyclin zunächst hydrogenolytisch eine benzylische Hydroxygruppe abgespalten. Anschließend wird eine Nitrogruppe durch Umsetzung mit Kaliumnitrat/Flusssäure in der ortho-Position zur phenolischen Hydroxygruppe eingeführt. Durch Reduktion dieser Nitrogruppe wird das entsprechende Anilin-Derivat erhalten. Mit Nitriersäure wird eine Nitrogruppe am aromatischen Ring in para-Stellung zur phenolischen Hydroxygruppe eingeführt. Die Diazotierung des Anilin-Derivates liefert das Diazoniumsalz. Durch katalytische Reduktion wird der Stickstoff des Diazonium-Salzes abgespalten und zugleich die zweite Nitrogruppe (in para-Stellung des Phenols) zur Aminogruppe reduziert. Diese Aminogruppe wird nun mit Formaldehyd zweifach methyliert, so dass Minocyclin resultiert. Der Arzneistoff enthält somit zwei Dimethylamino-Funktionen (siehe Box).

## Forschung
Die aktuelle Forschung untersucht die mögliche neuroprotektive und entzündungshemmende Wirkung von Minocyclin gegen das Fortschreiten einer Gruppe von neurodegenerativen Erkrankungen wie Multiple Sklerose, Chorea Huntington, Parkinson-Krankheit und weiteren dieser Art sowie bei rheumatoider Arthritis und Schlaganfall. Auch der Nutzen von Minocyclin bei therapieresistenten Depression wird evaluiert.
Bei der Behandlung von Akne und Lyme-Borreliose sowohl im Früh- als auch in späteren Stadien wird Minocyclin ebenfalls eingesetzt. Da es sowohl intrazellulär wirkt, als auch die Blut-Hirn-Schranke gut durchdringen kann, ist es gerade in der Spätmanifestation bei Beteiligung des Zentralnervensystems für die Therapie von Neuroborreliose sehr gut geeignet.
Eine Studie zur Anwendung von Minocyclin bei Amyotropher Lateralsklerose enttäuschte jedoch und zeigte indessen, dass der Wirkstoff bei dieser Krankheit destruktive, krankheitsbeschleunigende Wirkung zeigen kann.
Im Tiermodell orofazialer Schmerzen hat Minocyclin eine signifikant abschwächende Wirkung bei tiefer entzündungsbedingter Hyperalgesie des Musculus masseter gezeigt, nicht aber bei der Hyperalgesie der Unterhaut. Es wird vermutet, dass die neuroprotektive Wirkung von Minocyclin unabhängig von den  entzündungshemmenden Eigenschaften ist.

## Handelsnamen
Monopräparate
Aknefug Mino (D), Aknoral (CH), Aknosan (D), Minakne (D), Skid (D), Skinocyclin (D), Udima (D, A), zahlreiche Generika (D, A, CH), Cyclin (Taiwan)